# Papuogryllacris gestri
Papuogryllacris gestri är en insektsart som först beskrevs av Griffini 1909.  Papuogryllacris gestri ingår i släktet Papuogryllacris och familjen Gryllacrididae. Inga underarter finns listade i Catalogue of Life.